# Hammoor
Hammoor est une commune allemande du Schleswig-Holstein, située dans l'arrondissement de Stormarn (Kreis Stormarn), à quatre kilomètres au sud-est de la ville de Bargteheide. Hammoor fait partie de l'Amt Bargteheide-Land (« Bargteheide-campagne ») qui regroupe huit communes autour de Bargteheide.